# Convento de Nuestra Señora de la Consolación (Sevilla)

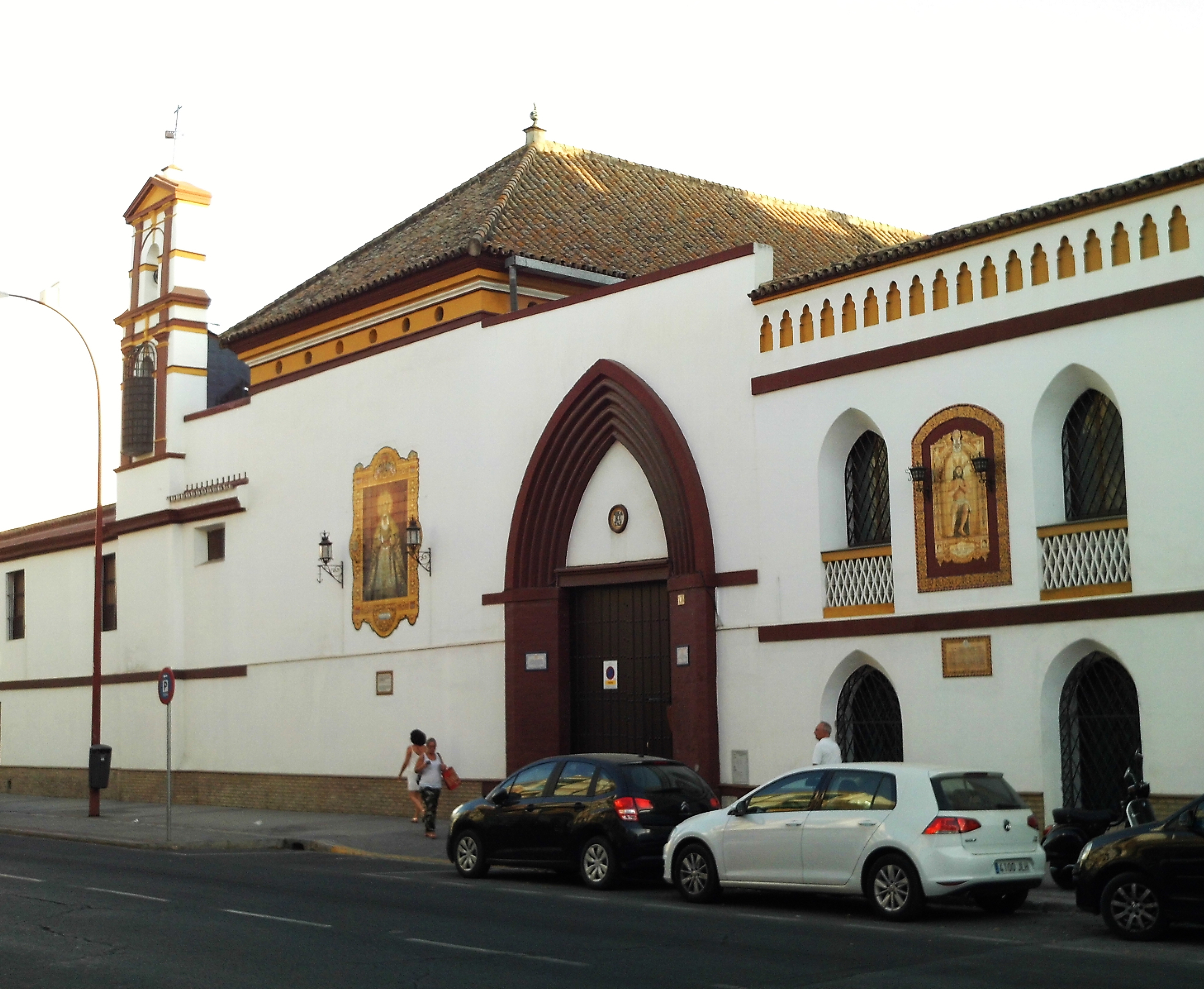
Convento de Nuestra Señora de la Consolación.

El Convento de Nuestra Señora de la Consolación se encuentra en el barrio de Triana, en la ciudad de Sevilla (Andalucía, España). Es de monjas mínimas. Tiene su origen en el siglo XVI.

## Historia
En 1545 se fundó en Fuentes de León, provincia de Badajoz, el Convento de Jesús María del Socorro, de monjas mínimas. La Orden de los Mínimos tiene un cuarto voto de abstinencia: no comen carne, ni leche, ni huevos (salvo las enfermas). En Fuentes de León había poco pescado y era caro, se trataba de un convento pobre y, al tratarse de un pueblo humilde, no podían obtener mucho dinero con las limosnas. Por ello, piden licencia para trasladarse a Sevilla el 3 de noviembre de 1564, por tratarse de una ciudad rica con abundancia de pescado. Los frailes mínimos del Convento de la Victoria de Triana les buscaron un sitio en el mismo barrio.
El 26 de enero de 1565 compraron casas por 220 ducados en Triana y se instalaron en ellas las 13 religiosas de Fuentes de León. Estando ya instaladas, compraron casas colindantes. Al venir a Triana le pusieron a su convento el título de Nuestra Señora de la Consolación.
Sin embargo, el convento estaba a merced de las inundaciones y, al encontrarse en mitad del campo, también de ladrones que atracaban a las monjas. En 1593 se produjo una riada y en 1595 otra. Tras la inundación de 1595, solicitaron un traslado a la Sevilla intramuros. El provincial autorizó el traslado el 25 de enero de 1596. Las monjas se trasladaron a unas casas en la calle Sierpes la víspera de Todos los Santos de 1596, quedando vacío el convento de Triana.
El 30 de enero de 1602 salieron a fundar un nuevo convento en Triana doce religiosas. El Convento de Nuestra Señora de la Consolación, sito en la calle Sierpes, les donó el inmueble del antiguo convento trianero. El nuevo convento tomará el título de Nuestra Señora de la Salud.
El Convento de Nuestra Señora de la Salud de Triana fue desamortizado en 1837 y las monjas se trasladaron al de Nuestra Señora de la Consolación de la calle Sierpes.
En 1868, la Junta Revolucionaria exclaustró el Convento de Nuestra Señora de la Consolación y las monjas mínimas se tuvieron que trasladar al Convento de Santa María de Jesús, de las clarisas.
En 1876 la Iglesia sevillana recuperó el edificio de las mínimas de Triana. Dos años después, el tiempo de restaurarlo, se trasladaron las monjas mínimas a Triana de nuevo, dándole al convento el nombre de Nuestra Señora de la Consolación.
El edificio tuvo que ser reconstruido tras el terremoto de Lisboa de 1755. El retablo mayor es atribuido a Cayetano de Acosta, que lo habría realizado entre 1755 y 1760. En la hornacina central de este retablo se encuentra la Virgen de la Consolación y en las calles laterales figuran esculturas de San Agustín y San Sebastián, junto con relieves de San José, San Antonio de Padua y la aparición de un ángel a San Francisco de Paula. En el centro del ático del retablo hay una hornacina pequeña con una imagen de San José, realizada en fecha posterior al retablo.